# Joan Sirolla Ribé
Joan Sirolla Ribé (Reus, 1916 - 2005) va ser un funcionari català.
Vinculat al Partit Carlista des de la seva joventut, profundament catòlic conservador, va col·laborar amb moviments de dreta, i durant la República actuava clandestinament. Amb el franquisme va ocupar diversos càrrecs de designació: va ser Inspector de Zona del Movimiento Nacional. Va ser president del Patronat Municipal de l'Habitatge, des d'on va informar favorablement per la construcció de noves barriades a Reus, com el Barri Fortuny i el Barri Gaudí. Va ser també administrador general de l'Hospital de Sant Joan, que era de titularitat municipal. El 1945 va ser nomenat president de l'Orfeó Reusenc, que en aquell moment estava confiscat per l'organització feixista «Obra Sindical de Educación y Descanso». L'any 1966 va ser elegit president del Club Natació Reus Ploms, càrrec que va mantenir fins al 1985. El Club va considerar la seva tasca molt positiva, i quan Sirolla ja no era president, va inaugurar un nou pavelló amb el nom de «Pavelló Joan Sirolla», que acull activitats de bàsquet, d'hoquei i patinatge, i diverses instal·lacions amb màquines per a gimnàstica.
El seu catolicisme el va portar a fundar el 1943, juntament amb altres persones, la confraria de Setmana Santa de Nostre Pare Jesús del Calvari, que encara surt actualment a les professons, i va contribuir a l'organització de les celebracions de Setmana Santa durant tota la dictadura. Va escriure esporàdicament alguns articles al Semanario Reus. Estava en possessió de la Creu de l'Orde de Cisneros.